# Дама (карта)

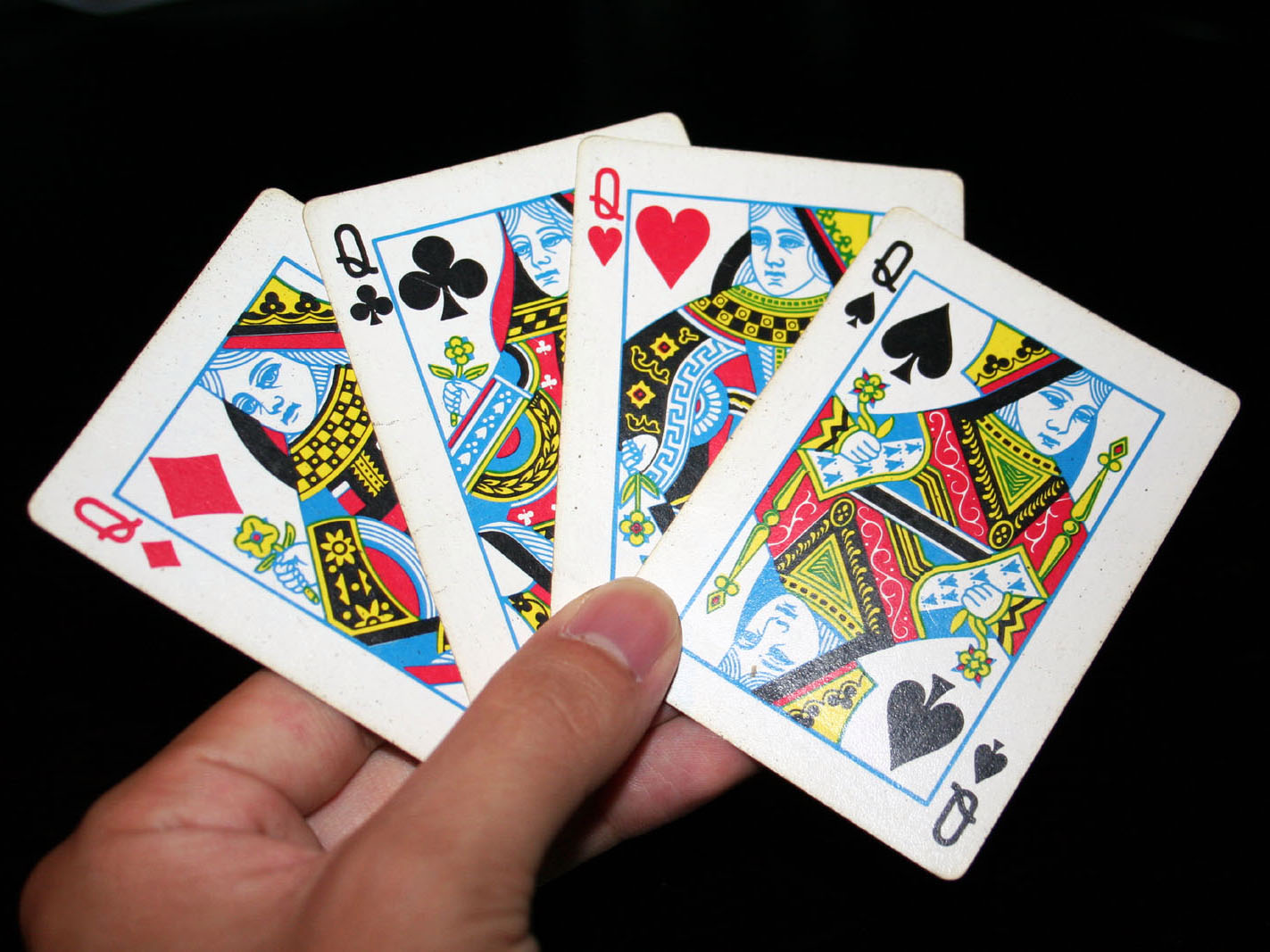
Карточные дамы всех мастей

Да́ма — игральная карта с изображением женщины (русское название «краля», английское — «королева», англ. Queen). По старшинству обычно стоит ниже короля, но выше валета и имеет числовое значение двенадцать.
В средневековой Франции, где карты появились примерно в XIV веке, «картинки» были связаны с теми или иными историческими или легендарными персонажами. Дамы соответствовали следующим лицам:
- Дама пик: Афина, богиня мудрости в древнегреческой мифологии.
- Дама червей: Юдифь, библейский персонаж.
- Дама бубён: Рахиль, библейский персонаж.
- Дама треф называлась «Argine». Происхождение слова точно не установлено. Возможно, это анаграмма латинского слова Regina, означающего «королева», или искажённое Argea (Аргия) — имя, принадлежащее нескольким персонажам древнегреческой мифологии. Иногда даму треф ассоциируют с Гвиневрой, легендарной супругой короля Артура. В неё, согласно эпическим сказаниям, был влюблен рыцарь Артура Ланселот, которому традиционно соответствует валет треф.[источник не указан 2836 дней]

В стандартной англо-американской колоде дамы (и другие «картинки») не обозначают конкретных лиц, хотя даму червей обычно ассоциируют с Елизаветой Йоркской, супругой английского короля Генриха VII, изображая её в соответствующем головном уборе.

## Обозначение
В разных странах карточные фигуры приобрели разные названия. В частности, дама в карточных колодах обозначается различными буквами:
- Россия — «Д» (от рус. дама)
- США — «Q» (от англ. queen)
- Франция, Германия — «D» (от фр. dame)
- Финляндия — «12» (приняты полностью цифровые обозначения)

## Карточные дамы в культуре
- Червонная дама — персонаж книги Льюиса Кэрролла «Алиса в Стране чудес».
- «Пиковая дама» — повесть А. С. Пушкина и одноимённая опера П. И. Чайковского по мотивам повести. И повесть, и опера неоднократно экранизированы.
- «Валет и Дама» (1996) — песня группы Король и Шут.
- «Пиковая дама. Чёрный обряд» — российский полнометражный художественный фильм (2015)

## В Юникоде
Начиная с версии 6.0 стандарта Юникод, в нём предусмотрены следующие коды:
- Дама пик — 1F0AD playing card queen of spades
- Дама червей — 1F0BD playing card queen of hearts
- Дама бубён — 1F0CD playing card queen of diamonds
- Дама треф — 1F0DD playing card queen of clubs